# Strozzapreti
Les strozzapreti (prononcé : [ˌstrɔttsaˈprɛːti]), « étouffe-prêtre » ou « étrangle-prêtre, » en italien sont une variante allongée des cavatelli, roulées à la main, typiques des régions d'Émilie-Romagne, de Toscane, des Marches et de l'Ombrie ainsi que de l'État de Saint-Marin. Le mot strozzapreti désigne également un plat de boulettes à base de fromage et de légumes élaboré dans certaines régions d'Italie ainsi qu'en Corse.

## Origine du nom
Il existe de nombreuses légendes qui expliquent ce nom, surtout basées sur l'anticléricalisme de la région.
L'une d'elles fait allusion à la gourmandise effrénée des prêtres qui dévoraient le plat tellement vite qu'ils s'étouffaient. Une autre implique les azdora (« femmes au foyer » en dialecte romagnol) qui « étoufferaient » les bandes de pâtes en préparant les strozzapreti. L'azdora aurait exprimé sa colère (peut-être motivée par la misère et les difficultés de la vie quotidienne) en maudissant le clergé local et en fabriquant une pâte qui pourrait étouffer un prêtre. La troisième explication viendrait du fait que les épouses faisaient ces pâtes pour les ecclésiastiques en paiement d'un loyer foncier (en Émilie-Romagne, l'Église catholique possédait de vastes propriétés foncières louées aux agriculteurs) et que les maris, contrariés par la vénalité des religieux profiteurs, auraient souhaité que les prêtres s'étouffent en mangeant ce mets.
Le nom reflète certainement l'anticléricalisme diffus qui régnait en Romagne et en Toscane.
Une autre explication est que, après l'office du dimanche, il était habituel pour le prêtre du village de visiter ses paroissiens et de manger avec eux. Si la table était bonne, le curé revenait plus fréquemment dans certaines maisons. Afin de faire comprendre au prêtre qu'il abusait de son hospitalité, la famille lui servait ces pâtes qui ont plus tard gagné le nom de strozzapreti. Une dernière définition serait que les pâtes ressemblent à un col romain, souvent surnommé « tour de cou du prêtre ».

## Fabrication desstrozzapreti
La pâte (il existe certaines variations régionales) est roulée en feuilles épaisses puis coupée en bandes. Les bandes sont légèrement roulées ou tortillées entre les paumes des mains puis elles sont séparées, par un pincement des doigts, en morceaux de 10 cm. Contrairement aux spaghetti ou aux macaronis, ces pâtes ont une forme et une taille irrégulières.
La pâte traditionnellement préparée pour les strozzapreti est composée de farine de blé, d'eau, de sel et éventuellement d'œufs.
En Émilie, la pâte est faite de farine, d'eau, de parmesan et de blancs d'œuf, le tout battu ensemble.
Les pici, originaires de Toscane, sont d'une forme similaire. Les tubes de pâte solides et roulés à la main sont coupés mais pas tortillés. L'apparence semblable à une corde fournit une autre explication populaire de l'association avec l'étranglement.
En Calabre, on trouve une sorte équivalente nommée strangugghi di limbadi,.

## Strozzapreticorses
Les strozzapreti (corse : sturzapreti) corses ressemblent à de gros gnocchis faits de fromage et de légumes. Des épinards ou des blettes sont mélangés avec du brocciu, formés en boules et cuits. Ces boules seraient assez grosses pour étouffer une personne si elles étaient consommées entières.